# Полиция Болгарии
Болгарская полиция/Главное управление национальной полиции(болг. Главна дирекция „Национална полиция“) является подразделением МВД Болгарии.

## История

### Основание болгарской полиции
5 сентября 1878 года князь Александр Михайлович Дондуков-Корсаков, как российский имперский уполномоченный в Болгарии, издал Временные правила устройства полиции. С принятием Тырновской конституции и Органического положения — 16 апреля 1879 г. их деятельность была приостановлена и началось самостоятельное развитие полицейского института.
Указом № 1 от 5 июля 1879 г. князя Александра I в составе первого болгарского правительства было создано Министерство внутренних дел. Тодор Бурмов был первым болгарским министром внутренних дел.
После объединения Княжества Болгарии с Восточной Румелией в 1885 г. началось строительство единой полицейской структуры для всей страны.
Согласно Тырновской конституции, полиция призвана охранять, в первую очередь, законно установленный государственный строй, защищать права, жизнь и имущество граждан, свободу вероисповедания, безусловное соблюдение закона и многое другое.
Первоначально болгарских полицейских обучали российские специалисты, а затем австрийские, бельгийские и другие европейские сотрудники.
12 декабря 1889 года вступил в силу первый Закон о полиции, претерпевший лишь несколько изменений и действовавший в течение следующих 36 лет.
После провозглашения независимости Болгарии в 1908 г. полиция была учреждена как единый и всеобъемлющий институт для всего царства, а с 1 января 1912 г. её права и обязанности были зафиксированы в нормативных документах созданного Министерства внутренних дел и Здравоохранение.

### Управление Полиции и государственной безопасности (1925—1944)
4 мая 1925 г. был принят Закон об управлении и полиции, положивший начало новому этапу в развитии учреждения.
Этот закон определял в качестве основных задач полиции:
• поддержание общественного порядка и внутренней безопасности;
• защиту свободы, неприкосновенность, жизни и имущества граждан, нравственность и здоровье населения;
• выявление и предотвращение преступления, разыск и задержание преступников и доставку их в судебные органы, обеспечение соблюдение всех мер и правил полиции.
Полицейские службы в Болгарии приобрели особую роль в 1934 г., когда после «переворота 19 мая» был усилен непосредственный контроль полицейского управления над областными и районными администрациями.

### Милиция (1944—1989)
10 сентября 1944 г. министерским указом была создана Народная милиция, которая заменила существующую полицию. Закон о деятельности народной милиции был принят в декабре 1976 года.

### Главное управление национальной полиции (1991-н.в.)
После преобразования милиции в полицию, главным приоритетом в её деятельности является политическая нейтральность и полная беспристрастность сотрудников при выполнении ими своих должностных функций.
В 2000 году парламент принял поправки к Закону о внутренних делах, регулирующие демилитаризацию сотрудников центрального аппарата и специализированных управлений.

## Структура
Во главе Главного управления Национальной полиции Болгарии стоит директор с тремя заместителями, которым подчиняются подструктуры.
- Директор
  - Отделы и сектора, подчиняющиеся директору
  - Заместитель директора
    - Отдел уголовной полиции
    - Отдел экономической полиции

  - Заместитель директора
    - Отдел расследований
    - Отдел методического руководства по следственным действиям
    - Независимые секторы

  - Заместитель директора
    - Полицейская охрана
    - Дорожная полиция
    - Жандармерия[болг.]

## Звания и знаки отличия в болгарской полиции
| персонал                                     | категория             |                                                                                        |                         |                       |  |
| Высший руководящий персонал                  | А                     |                                                                                        |                         |                       |  |
| Высший руководящий персонал                  | А                     |                                                                                        |                         |                       |  |
| Высший руководящий персонал                  | А                     | Главный секретар                                                                       | Главный комиссар        | Старший комиссар      |  |
| Руководящий персонал                         | Б                     |                                                                                        |                         |                       |  |
| Руководящий персонал                         | Б                     |                                                                                        |                         |                       |  |
| Руководящий персонал                         | Б                     | Комиссар                                                                               |                         |                       |  |
| Экспертный персонал с руководящими функциями | В                     |                                                                                        |                         |                       |  |
| Экспертный персонал с руководящими функциями | В                     |                                                                                        |                         |                       |  |
| Экспертный персонал с руководящими функциями | В                     | Главный инспектор                                                                      | Старший инспектор       |                       |  |
| Экспертный персонал                          | Г                     |                                                                                        |                         |                       |  |
| Экспертный персонал                          | Г                     | upload.wikimedia.org/wikipedia/commons/4/4d/МВР_полиция_инспектор_III_степен_пагон.svg |                         |                       |  |
| Экспертный персонал                          | Г                     | Инспектор I степени                                                                    | Инспектор II степени    | Инспектор III степени |  |
| Служащие                                     | Д                     |                                                                                        |                         |                       |  |
| Служащие                                     | Д                     |                                                                                        |                         |                       |  |
| Служащие                                     | Д                     | Главный полицейский                                                                    |                         |                       |  |
| Служащие                                     | Е                     |                                                                                        |                         |                       |  |
| Служащие                                     |                       |                                                                                        |                         |                       |  |
| Служащие                                     | Полицейский I степени | Полицейский II степени                                                                 | Полицейский III степени |                       |  |